# Diana Ross Presents The Jackson 5
Albums de The Jackson Five
ABC
(1970)
Singles
Diana Ross Presents the Jackson 5 est le premier album du groupe The Jackson Five, sorti sous le label Motown le 18 décembre 1969.

## Présentation
Le titre de l'album suggère que la star de Motown Diana Ross a découvert le groupe. Cela n'est en fait qu'une stratégie marketing de la part de Motown, puisque les Jackson 5 ont en réalité été découverts par les artistes de Motown Bobby Taylor et Gladys Knight alors qu'ils participaient à des concours locaux les opposant à d'autres chanteurs. Diana Ross se lance dans une carrière solo (après avoir quitté son groupe The Supremes), et cela permet de faire parler d'elle en même temps que ce jeune groupe prometteur. Néanmoins, ils font leur première apparition télévisée officielle présentée par Diana en personne, dans l’émission Hollywood Palace sur la chaîne ABC le 18 octobre 1969. 
Une autre célèbre émission fait la promotion des Jackson 5 : The Ed Sullivan Show (sur la chaîne CBS). C’est d’ailleurs la prestation du groupe lors de l'émission du 14 décembre 1969 qui sert aujourd’hui de clip au titre I Want You Back pour les chaînes de télévisions musicales comme MTV ou VH1.
L'album contient bon nombre de reprises de titres (8 sur 12), surtout de la Motown :
- Zip A Dee Doo Dah (thème du film Disney Mélodie du Sud), déjà interprété par Connie Francis ou bien Dionne Warwick ;
- Standing In The Shadows Of Love des Four Tops ;
- You've Changed des Jackson Five (période Steeltown, leur précédente maison de disques) ;
- My Cherie Amour de Stevie Wonder ;
- Who's Lovin' You des Miracles ;
- Chained de Rare Earth ;
- (I Know) I'm Losing You des Temptations ;
- Stand de Sly and the Family Stone.

## Liste des titres
- Face A

1. Zip A Dee Doo Dah - Allie Wrubel / Ray Gilbert - 3:17
2. Nobody - The Corporation - 2:53
3. I Want You Back - (The Corporation) Alphonso Mizell / Berry Gordy / Deke Richards / Freddie Perren - 3:03
4. Can You Remember - Thom Bell / William Hart - 3:10
5. Standing In The Shadows Of Love - Brian Holland / Eddie Holland / Lamont Dozier - 4:05
6. You've Changed - Gordon Keith - 3:16

- Face B

1. My Cherie Amour - Henry Cosby / Stevie Wonder / Sylvia Moy - 3:44
2. Who's Lovin' You - Smokey Robinson - 4:05
3. Chained - Frank Wilson - 2:54
4. (I Know) I'm Losing You - Cornelius Grant / Eddie Holland / Norman Whitfield - 2:16
5. Stand! - Sylvester Stewart - 2:37
6. Born To Love You - Ivory Joe Hunter / Mickey Stevenson - 2:30

## Accueil
L'album se classe en 5e place au Billboard Top Pop Album et 1er au classement R&B.
Dans les bacs le 7 octobre 1969, I Want You Back est le seul single exploité de l’album sous la référence M1157 avec le titre Who's Lovin' You sur la face B. Il atteint la 1re place au Billboard Hot 100 le 23 janvier 1970.
Pour l'anecdote, c’est seulement le 7 août 1997 que la RIAA attribue à I Want You Back la certification de single de platine. En effet, la Motown n’a pas souscrit au programme de certification de la Recording Industry Association of America en 1969.

## Pochette
À gauche du titre Diana Ross Presents The Jackson 5, les membres du groupe sont en file indienne chacun penchant sa tête à droite ou à gauche pour être visible (respectivement : Michael, Marlon, Jermaine, Tito), hormis Jackie qui se trouve en dernière position. L’ensemble est sur un fond orangé encadré d’un liseré marron.
Photo : Jim Hendrin
Design : Ken Kim.

## Réédition
L'album est réédité en 2001 dans une compilation 1 CD avec l'album ABC.